# Pierre Zaccone
Pierre Zaccone (2. dubna 1817, Douai – 12. dubna 1895, Morlaix) byl francouzský spisovatel.

## Život a kariéra
Při své práci poštovního úředníka v Bretani a Paříži se Zaccone postupně literárně vypracoval na autora románů. Byl dlouholetým sekretářem Pařížské společnosti spisovatelů.

## Dílo
- Époque historique de la Bretagne, 1845
- Histoire des sociétés secrètes, politiques et religieuses, 1847
- Les Ouvriers de Paris et les ouvriers de Londres, s Paulem Févalem, 2 svazky, 1850
- Éric le Mendiant 1853, ed. Boisgrad
- Le Roi de la Basoche, 2 svazky, 1853
- Le Drame des catacombes, 1854
- Le Vieux Paris, 1855
- Le Fils du ciel, 1857
- Les Zouaves, 1859
- Les Mystères de Bicêtre, 1864
- Les Aventuriers de Paris, 1878
- Histoire des bagnes, 1876
- Une Haine du bagne, 1880
- Les Compagnons noirs, 1880, ed. Calman-Lévy
- Les Mansardes de Paris, 1880
- Les Drames de la bourse, 1882
- L'Enfant du pavé, 1888
- Seuls, 1891
- La Recluse, 1882 , ed. Calman-Lévy
- Les Nuits de Paris